# Emerson Negueba
Emerson Negueba, pseudonimo di Emerson Ramon Bezerra Oliveira (Boqueirão, 24 novembre 2000), è un calciatore brasiliano, attaccante del Avaí.

## Carriera
Negueba ha iniziato la sua carriera con il Queimadense, facendo il suo debutto in prima squadra nel corso del Campeonato Paraibano Segunda Divisão 2019. Nel corso dell'anno si è trasferito al CSP dove è stato assegnato inizialmente alla squadra Under-20.
Promosso in prima squadra per la stagione 2020, ha giocato pochi incontri ed è stato ceduto in prestito al Treze nel gennaio 2021. Nel nuovo club ha disputato solamente una partita di Coppa del Brasile.
Dopo aver lasciato il Treze ha firmato per il CRB ed è stato inizialmente assegnato alla squadra Under-23. Ha esordito in prima squadra il 22 luglio, sostituendo Erik nel pareggio esterno per 1-1 contro il Coritiba in Série B. Ha segnato il suo primo gol da professionista il 25 luglio 2021, nella vittoria per 3-2 in casa del Sampaio Corrêa. Il 23 dicembre ha rinnovato il contratto con il club fino al 2025.
Il 30 marzo 2023 è stato acquistato dal Cuiabá, con cui ha firmato un contratto quadriennale. Ha debuttato nella massima divisione brasiliana il 15 aprile seguente, nella sconfitta per 2-1 contro il Palmeiras.

## Statistiche

### Presenze e reti nei club
Statistiche aggiornate al 4 giugno 2023.
| Stagione        | Squadra         | Campionato      | Campionato | Campionato | Coppe nazionali | Coppe nazionali | Coppe nazionali | Coppe continentali | Coppe continentali | Coppe continentali | Altre coppe | Altre coppe | Altre coppe | Totale | Totale | Totale |
| Stagione        | Squadra         | Comp            | Pres       | Reti       | Comp            | Pres            | Reti            | Comp               | Pres               | Reti               | Comp        | Pres        | Reti        | Pres   | Reti   |        |
| --------------- | --------------- | --------------- | ---------- | ---------- | --------------- | --------------- | --------------- | ------------------ | ------------------ | ------------------ | ----------- | ----------- | ----------- | ------ | ------ | ------ |
| 2019            | Queimadense     | SD/PB           | 5          | 0          |                 | -               | -               |                    | -                  | -                  |             | -           | -           | 5      | 0      |        |
| 2020            | CSP             | PD/PB           | 6          | 0          |                 | -               | -               |                    | -                  | -                  |             | -           | -           | 6      | 0      |        |
| 2021            | Treze           | PD/PB+D         | 0          | 0          | CB              | 1               | 0               |                    | -                  | -                  |             | -           | -           | 1      | 0      |        |
| 2021            | CRB             | D               | 17         | 3          |                 | -               | -               |                    | -                  | -                  | CdN         | 3           | 2           | 20     | 5      |        |
| 2022            | CRB             | PD/AL+D         | 5+28       | 0+5        | CB              | 1               | 0               |                    | -                  | -                  | CdN         | 6           | 0           | 40     | 5      |        |
| 2023            | CRB             | PD/AL           | 3          | 0          | CB              | 2               | 0               |                    | -                  | -                  | CdN         | 2           | 0           | 7      | 0      |        |
| Totale CRB      | Totale CRB      | Totale CRB      | 53         | 8          |                 | 3               | 0               |                    | -                  | -                  |             | 11          | 2           | 67     | 10     |        |
| 2023            | Cuiabá          | A               | 6          | 0          | CB              | 0               | 0               |                    | -                  | -                  |             | -           | -           | 6      | 0      |        |
| Totale carriera | Totale carriera | Totale carriera | 70         | 8          |                 | 4               | 0               |                    | -                  | -                  |             | 11          | 2           | 85     | 10     |        |